# Synagoga Neve Shalom w Paramaribo
Synagoga Neve Shalom w Paramaribo (nid. Synagoge Neve Shalom in Paramaribo, hebr. בית הכנסת נווה שלום) – synagoga znajdująca się w Paramaribo, stolicy Surinamu przy Keizerstraat 82. Jest obecnie jedyną czynną w kraju oraz jedną z najstarszych synagog w obu Amerykach.
Synagoga została zbudowana z drewna w 1665 roku. W 1832 roku została przebudowana i uzyskała dzisiejszy wygląd. Korzystają z niej głównie pochodzący z Holandii, sefardyjscy Żydzi. Synagoga znajduje się zaraz obok Meczetu Keizerstraat.